# تاریخ گرینلند

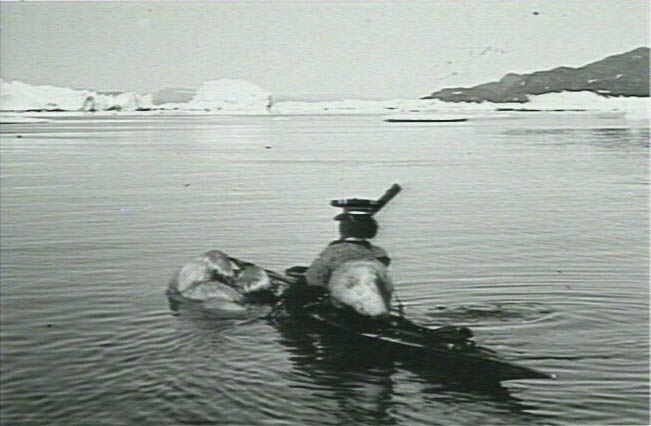
شکار و صید نهنگ همیشه مهم‌ترین راه گذران زندگی در گرینلند بوده‌اند. یکی از حیواناتی که در گرینلند یافت می‌شود خرس قطبی است که نشان خانواده سلطنتی است.

تاریخ گرینلند حکایت زندگی در شرایط سخت قطبی است. هم‌اکنون ۸۰ درصد از گرینلند را یک کلاهک یخی پوشانده است. اولین ساکنان گرینلند اسکیموها (اینوئیت‌ها) بودند که از اواسط هزاره سوم پیش از میلاد سابقه سکونت (البته نه به‌طور مداوم) در سرزمین‌های گرینلند را داشته‌اند. با این وجود تا سده دهم میلادی گرینلند برای اروپائیان ناشناخته مانده بود تا اینکه گروهی از وایکینگ‌های نروژی که در راه ایسلند بودند راه خود را گم کرده و به کرانه‌های غیر مسکونی گرینلند رسیدند. در قرن سیزدهم اینوئیت‌ها و در قرن پانزدهم سایر بومیان در این جزیره به‌طور دائمی مستقر شدند. در سده هیجدهم میلادی اختلافات دانمارک با نروژ بالا گرفت و دانمارک گرینلند را مستعمره خود ساخت.
در حالی که اینوئیت‌ها در دنیای یخی عصر یخبندان کوچک زنده ماندند، شهرک‌های اولیه نورس در امتداد ساحل جنوب غربی ناپدید شدند و اینوئیت‌ها را برای چندین قرن تنها ساکنان جزیره باقی گذاشتند. در این مدت، دانمارک-نروژ، ظاهراً با این باور که شهرک‌های نورس زنده مانده‌اند، به ادعای حاکمیت بر جزیره ادامه داد، با وجود عدم وجود هیچ گونه تماسی بین نورس‌ها (به ویژه ایسلندی‌های) مستقر در گرینلند و برادران اسکاندیناویایی خود. در سال ۱۷۲۱، دانمارک-نروژ با هدف تبدیل شدن به یک قدرت استعماری، یک هیئت مأموریت مذهبی را به گرینلند فرستاد تا با هدف اعلام شده احیای مسیحیت در میان نوادگان گرینلندهای نورس که ممکن بود به بت‌پرستی بازگشته باشند، فعالیت کنند. هنگامی که مبلغان هیچ فرزندی از گرینلندهای نورس پیدا نکردند، در عوض گرینلندهای اینوئیت را که در آنجا زندگی می‌کردند، تعمید دادند. دانمارک-نروژ سپس مستعمرات تجاری را در امتداد ساحل توسعه داد و انحصار تجاری و سایر امتیازات استعماری را بر این منطقه تحمیل کرد.
در طول جنگ جهانی دوم، زمانی که آلمان نازی به دانمارک حمله کرد، گرینلند از نگاه اجتماعی و اقتصادی کمتر به دانمارک و بیشتر به ایالات متحده پیوستگی یافت. پس از جنگ، دانمارک کنترل گرینلند را از سر گرفت و در سال ۱۹۵۳، وضعیت آن را از مستعمره به شهرستان خارج از کشور (amt) تبدیل کرد. گرچه گرینلند هنوز بخشی از پادشاهی دانمارک است، اما از سال ۱۹۷۹ از خودمختاری برخوردار است. در سال ۱۹۸۵، این جزیره تصمیم گرفت از جامعه اقتصادی اروپا (EEC) خارج شود که در سال ۱۹۷۳ به عنوان بخشی از دانمارک به آن پیوسته بود.
پس از تصرف دانمارک توسط آلمانها گرینلند تقریباً به حال خود رها شد اما بعد از ورود آمریکا به جنگ آمریکایی‌ها پایگاه‌های متعدد هوایی و گشت دریایی در گرینلند ایجاد کردند.

## اسکیموهای دیرین
پیشینه گرینلند داستان امواج مکرر مهاجرت اینوئیت‌های نخستین از جزایر شمال سرزمین اصلی آمریکای شمالی است. (جمعیت این جزایر تصور می‌شود که به نوبه خود از ساکنان سیبری که هزاران سال پیش از طریق برینگیا به آمریکای شمالی مهاجرت کردند، نزول کرده‌اند) به دلیل دوری و آب و هوای گرینلند، بقا در آنجا دشوار بود. در طول قرن‌ها، یک فرهنگ جایگزین دیگری شد زیرا گروه‌ها منقرض شدند و با مهاجران جدید جایگزین شدند. باستان‌شناسی تنها می‌تواند تاریخ‌های تقریبی برای فرهنگ‌هایی که قبل از اکتشاف نورس گرینلند در قرن دهم شکوفا شدند، ارائه دهد.
اولین فرهنگ‌های شناخته شده در گرینلند فرهنگ ساقق (۲۵۰۰–۸۰۰ قبل از میلاد) و فرهنگ استقلال I در شمال گرینلند (۲۴۰۰–۱۳۰۰ قبل از میلاد) هستند. تصور می‌شود که پیروان این دو فرهنگ از گروه‌های جداگانه‌ای آمده‌اند که از آمریکای شمالی، نزدیک به نوناووت، به گرینلند آمدند. حدود ۸۰۰ سال قبل از میلاد، به اصطلاح فرهنگ استقلال II در منطقه‌ای که قبلاً فرهنگ استقلال I وجود داشت، پدید آمد. در ابتدا تصور می‌شد که استقلال II جانشین فرهنگ دورست اولیه (۷۰۰ قبل از میلاد - ۱ میلادی) شده است، اما برخی از مصنوعات استقلال II به اواخر قرن اول قبل از میلاد بازمی‌گردند. مطالعات اخیر نشان می‌دهد که حداقل در گرینلند، فرهنگ دورست ممکن است بهتر به عنوان ادامه فرهنگ استقلال II درک شود؛ بنابراین، این دو فرهنگ «دورست گرینلندی» نامگذاری شده‌اند. آثار باستانی مرتبط با فرهنگ دورست اولیه در گرینلند در شمال تا سرزمین اینگلفیلد در ساحل غربی و منطقه خلیج کبوتر در ساحل شرقی یافت شده است.
پس از ناپدید شدن فرهنگ دورست اولیه حدود سال ۱ میلادی، گرینلند ظاهراً تا زمانی که مردم دورست متأخر حدود سال ۷۰۰ میلادی در سمت گرینلندی تنگه نارس مستقر شدند، خالی از سکنه بود. فرهنگ دورست متأخر در شمال گرینلند تا حدود سال ۱۳۰۰ دوام آورد. در همین حال، نورس‌ها وارد شدند و در قسمت جنوبی جزیره در سال ۹۸۰ مستقر شدند.

## ورود نورس‌ها
اروپایی‌ها احتمالاً در اواخر سده نهم از وجود گرینلند آگاه شدند، پس از اینکه گونبیورن اولفسون، در حالی که از نروژ به ایسلند سفر می‌کرد، توسط طوفانی از مسیر منحرف شد و برخی جزایر را در نزدیکی گرینلند مشاهده کرد. در دهه ۹۸۰، کاوشگرانی به رهبری اریک سرخ از ایسلند حرکت کردند و به ساحل جنوب غربی گرینلند رسیدند. اریک این جزیره را «گرینلند» نامید (Grœnland به زبان نروژی باستان، Grænland به زبان ایسلندی مدرن، Grønland به زبان دانمارکی و نروژی مدرن). هم کتاب ایسلندی‌ها (Íslendingabók، یک روایت قرون وسطایی از تاریخ ایسلند از قرن دوازدهم به بعد) و هم سرگذشت‌نامه اریک سرخ (Eiríks saga rauða، یک روایت قرون وسطایی از زندگی او و استقرار نورس در گرینلند) بیان می‌کنند که اریک گفته است: «این کار مردم را تشویق می‌کند که به آنجا بروند اگر زمین نام خوبی داشته باشد.»
طبق ساگاها، ایسلندی‌ها اریک سرخ را به دلیل قتل، حدود سال ۹۸۲، به مدت سه سال تبعید کرده بودند. او به گرینلند سفر کرد، جایی که ساحل را کاوش کرد و مناطق خاصی را به عنوان مالکیت خود اعلام کرد. سپس به ایسلند بازگشت تا مردم را متقاعد کند که برای ایجاد یک شهرک در گرینلند به او بپیوندند. ساگاهای ایسلندی می‌گویند که ۲۵ کشتی در سال ۹۸۵ با اریک سرخ از ایسلند خارج شدند و تنها ۱۴ فروند از آنها با موفقیت به گرینلند رسیدند. قدمت‌گذاری رادیوکربن بقایای اولین شهرک در Brattahlid (اکنون Qassiarsuk) تقریباً این جدول زمانی را تأیید کرده است و تاریخ حدود ۱۰۰۰ را نشان می‌دهد. طبق ساگاها، در سال ۱۰۰۰ پسر اریک، لایف اریکسون، شهرک را ترک کرد تا مناطق اطراف وینلند را کاوش کند، که مورخان عموماً آن را در منطقه نیوفاندلند امروزی قرار می‌دهند.
نورس‌ها در امتداد آبدره‌های جنوب غربی گرینلند مستقر شدند. این امکان وجود دارد که در آن زمان زمین‌های پایین آبدره‌های جنوبی پوشیده از درختچه‌های بلند و احاطه شده توسط تپه‌های پوشیده از چمن و بوته بود (همان‌طور که دره Qinngua در حال حاضر است)، اما این هنوز مشخص نشده است. اگر این فرضیه درست باشد، نورس‌ها احتمالاً با قطع درختان برای استفاده به عنوان مصالح ساختمانی و سوخت، و با اجازه دادن به گوسفند و بزهای خود برای چرا در تابستان و زمستان، چشم‌انداز را پاک‌سازی کردند. هرگونه فرسایش خاک ناشی از آن می‌توانست به یک عامل مهم در نابودی مستعمرات تبدیل شود، زیرا زمین از پوشش طبیعی خود محروم شده بود.
نورس‌ها در سه مکان جداگانه در جنوب غربی گرینلند مستقر شدند: سکونتگاه شرقی بزرگ‌تر، سکونتگاه غربی کوچکتر و سکونتگاه میانی هنوز کوچکتر (که اغلب بخشی از سکونتگاه شرقی در نظر گرفته می‌شود). تخمین‌ها جمعیت ترکیبی شهرک‌ها را در اوج خود بین ۲۰۰۰ تا ۱۰۰۰۰ نفر قرار می‌دهد، با تخمین‌های اخیر که به سمت رقم پایین‌تر تمایل دارند. باستان‌شناسان بقایای تقریباً ۶۲۰ مزرعه را شناسایی کرده‌اند: ۵۰۰ در سکونتگاه شرقی، ۹۵ در سکونتگاه غربی و ۲۰ در سکونتگاه میانی.
اقتصاد گرینلند نورسی بر ترکیب کشاورزی، شکار و ماهیگیری استوار بود. کشاورزان گاو، گوسفند و بزهایی را که به جزیره وارد می‌کردند، برای شیر، پنیر و کره پرورش می‌دادند. بیشتر گوشت مصرفی نیز از شکار کاریبو و فُک تأمین می‌شد. هم کشاورزان فردی و هم گروه‌های کشاورزی، سفرهای تابستانی به منطقه شمالی‌تر دیسکو بی را برای شکار گراز دریایی، نیزه‌ماهی و خرس قطبی به منظور پوست، پشم و عاج آنها ترتیب می‌دادند. این منابع علاوه بر استفاده در ساخت لباس و کفش، به عنوان نوعی ارز نیز عمل می‌کردند و مهم‌ترین کالاهای صادراتی را تشکیل می‌دادند.
شهرک‌های گرینلند با اروپا تجارت عاج گراز دریایی داشتند و همچنین طناب، گوسفند، فُک، پشم و پوست گاو صادر می‌کردند (طبق یک گزارش قرن سیزدهم). نورسی‌ها گرینلند به نورسی‌ها ایسلندی و نروژی برای ابزارهای آهنی، چوب (به ویژه برای ساخت قایق، اگرچه ممکن است چوب را از لا برادور ساحلی - مارکلند نیز به دست آورده باشند)، مواد غذایی مکمل و ارتباطات مذهبی و اجتماعی وابسته بودند. برای مدتی، کشتی‌های تجاری از ایسلند و نروژ هر ساله به گرینلند سفر می‌کردند و گاهی در گرینلند زمستان‌گذرانی می‌کردند. از اواخر قرن سیزدهم، قوانینی همه کشتی‌های گرینلند را ملزم می‌کرد که مستقیماً به نروژ سفر کنند.
در قرن‌های چهاردهم و پانزدهم، با آغاز دوره آب و هوای سردتر معروف به عصر یخبندان کوچک، آب و هوا به‌طور فزاینده‌ای سردتر شد.
در سال ۱۱۲۶، کلیسای کاتولیک رومی یک اسقف‌نشین در گاردار (اکنون ایگالیکو) تأسیس کرد. این اسقف‌نشین تابع اسقف اعظم نیداروس (اکنون تروندهایم) نروژ بود؛ حداقل پنج کلیسا در گرینلند نورسی از بقایای باستان‌شناسی شناخته شده است. در سال ۱۲۶۱، مردم برتری پادشاه نروژ را پذیرفتند، اگرچه همچنان قانون خود را داشتند.
بین سال‌های ۱۳۱۹ تا ۱۳۵۵، از طریق ماگنوس چهارم سوئد (در نروژ با تاجگذاری ماگنوس هفتم پس از ادعاهای حق تولد) و بین سال‌های ۱۳۶۲ تا ۱۳۶۴ از طریق هاکون ششم، پسر «هاکان ماگنوسون»، اتحادیه‌ای بین نروژ و سوئد، از جمله گرینلند و ایسلند وجود داشت. در این دوره، سفرهای گرینلند در فواصل زمانی انجام می‌شد.
پس از رونق اولیه، شهرک‌های نورسی در گرینلند در قرن چهاردهم رو به زوال نهادند. در سال ۱۳۵۵، ماگنوس چهارم سوئد (در نروژ ماگنوس هفتم) کشتی‌ای (یا کشتی‌هایی) را برای بازرسی شهرک‌های غربی و شرقی گرینلند به این منطقه فرستاد. ملوانان شهرک‌هایی کاملاً نورسی و مسیحی یافتند. حامل گرینلند (Groenlands Knorr) تا سال ۱۳۶۹ که غرق شد و ظاهراً جایگزین نشد، در فواصل زمانی به گرینلند سفر می‌کرد. شهرک غربی احتمالاً قبل از سال ۱۴۰۰ متروکه شد.
در سال ۱۳۷۸ دیگر اسقفی در گاردار در شهرک شرقی وجود نداشت. یک منبع واحد نشان می‌دهد که در سال ۱۳۷۹، «اسکرائلینگ‌ها» (اینوئیت‌ها) به شهرک شرقی حمله کردند، ۱۸ مرد را کشتند و دو پسر را اسیر کردند. با این حال، صحت و دقت این منبع توسط برخی از مورخان مورد تردید قرار گرفته است و جارد دایموند و یِنس ملگارد هشدار می‌دهند که این ممکن است در واقع حمله‌ای بین **نُورسی‌ها** و مردم سامی در شمال اروپا یا حمله‌ای به ساحل ایسلند توسط دزدان دریایی اروپایی باشد، با فرض اینکه چنین حمله‌ای واقعاً رخ داده باشد. یک سند کلیسایی حمله‌ای در سال ۱۴۱۸ را توصیف می‌کند که توسط محققان مدرن به مردم اینوئیت نسبت داده شده است، با این حال، مورخ جک فوربس گفته است که این حمله فرضی در واقع به حمله روس‌ها و کارلی‌ها به مهاجران نورسی در شمال نروژ اشاره دارد که به صورت محلی به عنوان «گرینلند» شناخته می‌شد و توسط محققان مدرن با گرینلند آمریکایی اشتباه گرفته شده است. شواهد باستان‌شناسی نتوانسته است هیچ خشونت اینوئیت‌ها علیه مهاجران نورسی را پیدا کند.
در سال ۱۳۸۰، پادشاهی نروژ وارد اتحادیه شخصی با پادشاهی دانمارک شد. از سال ۱۴۰۲ تا ۱۴۰۴، مرگ سیاه برای اولین بار به ایسلند رسید و تقریباً نیمی از جمعیت آنجا را کشت، اما هیچ مدرکی دال بر رسیدن آن به گرینلند وجود ندارد. آخرین سند مکتوب از گرینلند نورسی، ازدواج سال ۱۴۰۸ در کلیسای هوالسی را مستند می‌کند که خرابه‌های آن بهترین بقایای ساختمان‌های نورسی آن دوره است.
پس از سال ۱۴۰۸، اسناد مکتوبی که به مهاجران اشاره داشته باشد، بسیار اندک است. نامه‌نگاری بین پاپ و اسقف برتولد آف گارد نیز به همین سال بازمی‌گردد. به نظر می‌رسد که نقشه نگار دانمارکی، کلاودیوس کلاووس، بر اساس اسناد نوشته‌شده توسط نیکولاس ژرمانوس و هنریکوس مارتیلوس که به نقشه‌ها و یادداشت‌های اصلی کلاووس دسترسی داشتند، در سال ۱۴۲۰ از گرینلند بازدید کرده است. در اواخر قرن بیستم، دانشمندان دانمارکی، بیونبو و پترسن، دو نسخه خطی ریاضی پیدا کردند که حاوی نقشه دوم کلاودیوس کلاووس از سفرش به گرینلند بود (جایی که خودش منطقه را نقشه‌برداری کرده بود).
در نامه‌ای با تاریخ ۱۴۴۸ از رم، پاپ نیکلاس پنجم به اسقف‌های اسکالهولت و هولار (دو اسقف‌نشین ایسلندی) دستور داد تا کشیش و اسقفی را برای ساکنان گرینلند فراهم کنند. این در حالی بود که آنها ۳۰ سال بود که از حمله‌ای توسط «بت‌پرستان» که اکثر کلیساها را ویران کرده و جمعیت را اسیر کرده بودند، اسقف نداشتند. احتمالاً شهرک شرقی در اواسط قرن پانزدهم متروکه شده بود، اگرچه تاریخ دقیقی برای آن مشخص نشده است. یک کشتی اروپایی که در دهه ۱۵۴۰ در شهرک شرقی سابق فرود آمد، جسد یک مرد نُورس را در آنجا پیدا کرد که ممکن است آخرین اشاره به یک فرد نُورس از آن شهرک باشد.
ناخدا دریانورد ایسلندی، یون گرینلندر، که حدود ۱۵۴۰ از گرینلند بازدید کرد، مرد نُورس مرده را اینگونه توصیف کرد:
«مرد مرده‌ای که رو به زمین دراز کشیده بود. بر سرش کلاه خوبی بود و در غیر این صورت لباس خوبی از پارچه فریزه و پوست فوک داشت. نزدیک او چاقویی بود که خمیده و بسیار فرسوده و خورده شده بود.»
گزارش شده است که این آخرین باری بود که هر اروپایی، مردان نُورس گرینلندی را زنده یا مرده دیده است.
سکونتگاه‌های نورس در گرینلند پس از حدود ۵۰۰ سال به‌دلیل تخریب محیط‌زیست، تغییرات اقلیمی، کاهش ارزش عاج، قطع ارتباط با اروپا و ناتوانی در سازگاری با شرایط سخت‌تر نابود شدند. شواهد نشان می‌دهد که گرینلند به مرور با فرسایش خاک، جنگل‌زدایی، و سرمای شدید ناشی از «عصر یخبندان کوچک» مواجه شد. اگرچه برخی نظریه‌ها به درگیری با اسکیموها یا مهاجرت به ایسلند و وینلند اشاره دارند، اما شواهد باستان‌شناسی ترک تدریجی و فقر شدید ساکنان را تأیید می‌کند. در نهایت، عوامل محیطی و اقتصادی نقش اصلی را در فروپاشی این جامعه داشتند.
سکونتگاه‌های نورس در گرینلند تا قرن چهاردهم میلادی به حیات خود ادامه دادند و با اینوئیت‌ها تعاملاتی داشتند که شامل تجارت متقابل می‌شد. اگرچه شواهدی از روابط مثبت میان نورس و اینویت وجود دارد، اما نورس‌ها هرگز تکنیک‌های شکار و دریانوردی اینوئیت‌ها را نیاموختند. با تشدید سرما و کاهش ارزش عاج والروس، تجارت با اروپا کاهش یافت و نورس‌ها از نظر اقتصادی و جمعیتی تضعیف شدند. شواهد باستان‌شناسی نشان می‌دهد که تغذیه آن‌ها به‌تدریج وابسته به منابع دریایی شد. آخرین تماس‌های شناخته‌شده با گرینلند مربوط به قرن پانزدهم است و پس از آن، سکونتگاه‌ها به‌تدریج رها شدند. مطالعات ژنتیکی نشان می‌دهد که مردان گرینلند اینوئیت، بخشی از میراث ژنتیکی نورس‌ها را به ارث برده‌اند، اما نشانه‌ای از انتقال ژنتیکی زنان اروپایی وجود ندارد.
دانشی تاریخی دربارهٔ سکونت‌های پیشین در گرینلن
فرهنگ دورست پسین تا اوایل قرن چهاردهم در مناطق شمال غربی گرینلند سکونت داشت، منطقه‌ای دور از محل سکونت نورس‌ها در سواحل جنوبی. شواهد باستان‌شناسی نشان می‌دهد که این فرهنگ پیش از ورود نورس‌ها و توله‌ها وجود داشته است. اعضای این فرهنگ به‌طور دوره‌ای در گروه‌هایی متشکل از چهار تا سی خانواده گرد هم می‌آمدند و سپس به مسیر مهاجرت خود ادامه می‌دادند.
در حدود سال‌های ۱۳۰۰ تا ۱۴۰۰ میلادی، فرهنگ توله از غرب وارد گرینلند شد و در مناطق شمال شرق مستقر گردید. این گروه که نیاکان اینوئیت‌های امروزی گرینلند هستند، به شکار گسترده حیوانات خشکی و دریایی مانند گراز دریایی، نهنگ تک‌شاخ و فک مشغول بودند. شواهد نشان می‌دهد که سازگاری بالای توله با محیط گرینلند به آن‌ها اجازه می‌داد تا برخی منابع شکار خود را به‌طور کامل استفاده نکنند، موضوعی که نشان‌دهنده فراوانی منابع یا روش‌های کارآمد زیستی آن‌ها بوده است.
ماهیت ارتباطات بین فرهنگ‌های دورست و نورس مشخص نیست و همچنان موضوعی برای بحث‌های گسترده است، اما ممکن است شامل عناصری از تجارت بوده باشد.

## بازاستعمار دانمارکی: تماس دوباره با گرینلند
در قرن هفدهم میلادی، بیشتر اسناد تاریخی نورس‌ها دربارهٔ گرینلند به کپنهاگ منتقل شد اما در آتش‌سوزی ۱۷۲۸ از بین رفت. در این دوره، یخ‌های سرگردان عصر یخبندان کوچک دسترسی به سواحل شرقی گرینلند را دشوار کرده بود و تمایز بین گرینلند و جزایر دیگر مانند بافین و اسپیتزبرگن را مبهم ساخته بود. تلاش‌های اولیه برای اکتشاف مسیر شمال‌غربی به آسیا، از جمله سفرهای فردریک دوم دانمارک و جان دیویس، به نتایج نامطلوبی انجامید.
در قرن هجدهم، هانس اگده، مبلغ نروژی، با حمایت مالی فردریک چهارم دانمارک مأموریت مذهبی در گرینلند را آغاز کرد. هدف او برقراری ارتباط با ساکنان نورس و گسترش اصلاحات پروتستان بود. اما این مأموریت با مشکلات متعددی از جمله حملات کشتی‌های هلندی و شیوع آبله روبه‌رو شد. با وجود شکست‌های متعدد، تأثیر این مأموریت در گسترش دانش دربارهٔ زبان، فرهنگ و طبیعت گرینلند چشمگیر بود و پایه‌ای برای مأموریت‌های آتی، از جمله مأموریت‌های موراوین‌ها، فراهم ساخت.
در پی جنگ‌های ناپلئونی و مطابق معاهده کیل در سال ۱۸۱۴، نروژ به سوئد واگذار شد، اما مستعمرات دانمارک از جمله گرینلند همچنان در اختیار این کشور باقی ماند. قرن نوزدهم شاهد افزایش علاقه به گرینلند از سوی کاوشگران و دانشمندانی همچون ویلیام اسکورزبی و کنود راسموسن، زاده گرینلند بود. در همین دوره، فعالیت‌های استعماری دانمارک در گرینلند توسعه یافت و در سال ۱۸۶۱ اولین نشریه به زبان گرینلندی منتشر شد. با این حال، قوانین دانمارک تنها برای مهاجران دانمارکی اعمال می‌شد.
در اواخر قرن نوزدهم، بخش‌های شمالی گرینلند جمعیت کمی داشت و تنها شکارچیانی پراکنده در این مناطق زندگی می‌کردند. در طول این قرن، خانواده‌های اینوئیت از آمریکای شمالی بریتانیا (کانادای امروزی) به این مناطق مهاجرت کردند و آخرین گروه در سال ۱۸۶۴ وارد شدند. در همین دوره، بخش شمال شرق گرینلند به دلیل فوران آتشفشانی مهیب سال ۱۷۸۳ در ایسلند خالی از سکنه شد.
اولین انتخابات دموکراتیک برای مجامع محلی گرینلند در سال‌های ۱۸۶۲–۱۸۶۳ برگزار شد، اما مجمعی برای کل منطقه تأسیس نشد. در سال ۱۸۸۸، فریتیوف نانسن و گروهی از شش نفر برای نخستین بار گرینلند را از خشکی و با اسکی در عرض جغرافیایی ۶۴°N طی کردند. در سال ۱۹۱۱، دو مجلس محلی، یکی برای شمال و دیگری برای جنوب گرینلند، تأسیس شد که تا سال ۱۹۵۱ با یکدیگر ادغام نشدند. با وجود این، بیشتر تصمیمات در کپنهاگ گرفته می‌شد، جایی که گرینلندی‌ها نمایندگی نداشتند.
تا سال ۱۹۱۱، جمعیت گرینلند حدود ۱۴٬۰۰۰ نفر بود که عمدتاً در سواحل جنوبی سکونت داشتند و تقریباً همگی به مسیحیت گرویده بودند. این امر نتیجه تلاش‌های تبلیغی موراوین‌ها و به‌ویژه هانس اگده، مبلغ لوتری معروف به «رسول گرینلند» بود.
در اواخر قرن نوزدهم و اوایل قرن بیستم، کاوشگران آمریکایی از جمله رابرت پیری بخش‌های شمالی گرینلند را که تا آن زمان ناشناخته مانده بود، بررسی کردند. کاوش‌های پیری نشان داد که ساحل شمالی گرینلند بسیار پیش از قطب شمال به پایان می‌رسد. هرچند این یافته‌ها می‌توانست مبنای ادعای ارضی آمریکا باشد، اما پس از خرید جزایر ویرجین از دانمارک در سال ۱۹۱۷، ایالات متحده تمامی ادعاهای خود نسبت به گرینلند را کنار گذاشت.

## اهمیت راهبردی
پس از استقلال کامل نروژ در سال ۱۹۰۵، این کشور ادعا کرد که مالکیت دانمارک بر گرینلند نامعتبر است، زیرا این جزیره پیش از سال ۱۸۱۵ متعلق به نروژ بوده است. در سال ۱۹۳۱، هواشناس نروژی، هالوارد دوالد، به‌طور مستقل شرق خالی از سکنه گرینلند را اشغال کرد و دولت نروژ این اقدام را تحت عنوان «سرزمین اریک سرخ» تأیید کرد. با این حال، در سال ۱۹۳۳، دیوان دائمی دادگستری بین‌المللی به نفع دانمارک حکم صادر کرد.
در جنگ جهانی دوم، با گسترش عملیات نظامی آلمان نازی به گرینلند، هنریک کافمن، وزیر دانمارک در ایالات متحده، با نادیده گرفتن حکومت تحت اشغال دانمارک، معاهده‌ای با ایالات متحده امضا کرد و اجازه تأسیس پایگاه‌هایی در گرینلند را داد. این اقدام، علی‌رغم متهم شدن کافمن به خیانت، باعث شد گرینلند در دوران جنگ از استقلال بیشتری برخوردار شود. صادرات موفق، به‌ویژه کرایولیت، و تضمین تأمین منابع توسط ایالات متحده، شرایط اقتصادی بهتری برای جزیره به ارمغان آورد.
در دوران جنگ سرد، گرینلند به دلیل موقعیت راهبردی خود در کنترل مسیرهای بین بندرهای اقیانوس منجمد شمالی شوروی و اقیانوس اطلس، و نیز به‌عنوان پایگاهی برای نظارت بر موشک‌های قاره‌پیما، اهمیت بسیاری یافت. ایالات متحده در سال ۱۹۵۱ پایگاه هوایی توله را دائمی کرد، اما گسترش این پایگاه باعث جابه‌جایی اجباری خانواده‌های اینوئیت توسط دولت دانمارک شد و به منبع تنش میان دولت دانمارک و مردم گرینلند تبدیل شد. سقوط یک بمب‌افکن B-52 در نزدیکی پایگاه توله در سال ۱۹۶۸ و نشت مواد رادیواکتیو نیز بر این تنش‌ها افزود. در پی رسوایی «تول‌گیت» در سال ۱۹۹۵، مشخص شد که دانمارک به‌طور ضمنی اجازه حمل سلاح‌های هسته‌ای را در گرینلند داده بود، علی‌رغم سیاست رسمی منع هسته‌ای.

## حکمرانی محلی
پس از جنگ، حضور آمریکا در گرینلند تأثیرات فرهنگی و اقتصادی به همراه داشت و دسترسی به کالاهای مدرن را فراهم کرد. از سال ۱۹۴۸ تا ۱۹۵۰، کمیسیونی برای بررسی شرایط گرینلند و کاهش انزوا، نابرابری‌های قانونی، و رکود اقتصادی تشکیل شد. در نهایت، انحصارات تجاری اداره سلطنتی گرینلند لغو و گرینلند در سال ۱۹۵۳ از یک مستعمره به یک استان خودمختار در قلمرو دانمارک ارتقا یافت و نمایندگی در پارلمان دانمارک به آن اختصاص داده شد.
دانمارک اصلاحاتی را در گرینلند آغاز کرد که هدف اصلی آن‌ها جایگزینی وابستگی به جمعیت در حال کاهش فوک‌ها و تأمین نیروی کار برای صنعت ماهیگیری بود، اما همچنین بهبود خدمات اجتماعی نظیر بهداشت، آموزش و حمل‌ونقل را نیز شامل می‌شد. این اصلاحات به مشکلاتی چون بیکاری مدرن و پروژه مسکن معروف بلوک پی منجر شد. این پروژه مسکن شهری که مطابق با الگوی اروپایی طراحی شده بود، با توجه به شرایط محلی نادیده گرفته شده بود و مشکلاتی از جمله تنگ بودن درها برای اینوئیت‌ها در پوشاک زمستانی و مسدود شدن آسانسورها به دلیل لوازم ماهیگیری ایجاد کرد. پخش تلویزیونی در سال ۱۹۸۲ آغاز شد. سقوط صنعت ماهیگیری کاد و معادن در اواخر دهه ۱۹۸۰ و اوایل دهه ۱۹۹۰ اقتصاد را به شدت آسیب زد و اکنون این اقتصاد بیشتر به کمک‌های دانمارک و صادرات میگوهای آب سرد وابسته است.
نمایندگی حداقلی گرینلند در پارلمان دانمارک باعث شد تا علی‌رغم مخالفت ۷۰٫۳٪ از گرینلندی‌ها با پیوستن به بازار مشترک اروپا، این منطقه همراه با دانمارک در سال ۱۹۷۳ به اتحادیه اروپا بپیوندد. پس از مواجهه با مشکلاتی مانند رقابت شرکت‌های خارجی و ماهیگیری بیش از حد در آب‌های گرینلند، احزاب محلی خواستار خودمختاری بیشتر شدند. در سال ۱۹۷۸، پارلمان دانمارک تفویض اختیارات را تصویب کرد و در سال ۱۹۷۹ خودمختاری را تحت یک لاندستینگ محلی به اجرا درآورد. در سال ۱۹۸۲، ۵۳٪ از مردم گرینلند به خروج از بازار مشترک اروپا رأی دادند و این فرایند تا ۱۹۸۵ ادامه یافت.
خودمختاری گرینلند به‌طور فزاینده‌ای گرینلندی شد و فرهنگ و زبان کالالیت (اینویت‌های غربی گرینلند) را استاندارد کرد. پایتخت گرینلند، گوت‌هاپ، در سال ۱۹۷۹ به نوک تغییر نام داد و پرچم محلی در سال ۱۹۸۵ پذیرفته شد. پس از یک همه‌پرسی موفق در سال ۲۰۰۸، اختیارات پارلمان محلی افزایش یافت و زبان دانمارکی به عنوان زبان رسمی در سال ۲۰۰۹ حذف شد.
روابط بین‌المللی گرینلند اکنون عمدتاً در اختیار دولت خودمختار است. گرینلند که بخشی از معاهده‌ای است که خروج آن از اتحادیه اروپا را تنظیم کرده، به عنوان یک «مورد خاص» در دسترسی به بازار اتحادیه اروپا شناخته می‌شود. این منطقه عضو چندین سازمان کوچک است و در سال ۱۹۹۶ یکی از بنیان‌گذاران شورای قطب شمال شد. پایگاه‌های نظامی ایالات متحده در این جزیره همچنان مسئله‌ای مهم باقی مانده است و برخی سیاستمداران خواستار مذاکره مجدد در خصوص معاهده ۱۹۵۱ ایالات متحده و دانمارک هستند.